# Souterrain von Kilmurvy
Das Souterrain von Kilmurvy (irisch Cill Mhuirbhigh) liegt südlich des Ortes, in der Nähe des Teampall Mac Duagh und der sogenannten Zyklopenmauer auf der Aran-Insel Inishmore im County Galway in Irland. Bei Souterrains wird zwischen „earth-cut“, „rock-cut“, „mixed“, „stone built“ und „wooden“ (z. B. Coolcran, County Fermanagh) Souterrains unterschieden. Die genaue Lage des (rock-cut) Souterrains ist unbekannt. Das Souterrain von Kilmurvy ist eines von sechs in Connemara und das einzige auf den Aran-Inseln. 
Das Schreiben von George Petrie (1790–1866), dem Vater der irischen Archäologie, aus dem Jahre 1834 erwähnt die Reste mehrerer unterirdischer, in den Fels gehauener, „rock-cut“ Kammern, die mit Platten abgedeckt sind, in der Nähe der Zyklopenmauer. Anscheinend handelt es sich dabei um die später von T. J. Westropp (1860–1922) erwähnten in Gruppen zu dreien liegenden, durch Gänge verbundenen neun oder zehn länglichen Zellen in der Nähe der Ruinen des „Teampall Mac Duagh“.